# Dia de Abertura
O Dia de Abertura (Opening Day) é um marco tradicional do esporte norte-americano, pois refere-se justamente ao início de uma nova temporada da Major League Baseball. Ele acontece anualmente por volta do começo de abril, indicando um sentimento de renascimento como Thomas Boswell descreve em seu livro intitulado Why Time Begins On Opening Day. Muitos sentem que a ocasião representa uma renovação ou uma oportunidade de esquecer a temporada passada, já que os 30 clubes e seus milhões de torcedores começam do zero.
Por gerações, o Dia de Abertura chega em meio a cerimônias. Em Cincinnati, Ohio, lar da primeira equipe profissional de beisebol, uma parada anual marca um "feriado" não-oficial, com jovens e idosos tirando o dia para torcer pelos Reds. Ainda que a década passada tenha trazido a introdução de um jogo de abertura no domingo à noite na ESPN. A segunda-feira posterior traz o Dia de Abertura a maioria dos estádios, e o jogo naquele dia em Cincinnati ainda é observado por todo o beisebol como a "abertura tradicional". O Dia de Abertura também é um estado de espírito, com incontáveis fãs de beisebol conhecidos por reconhecer este feriado não-oficial como uma boa razão para ligar ao trabalho falando que está doente ou cabular aula e ir ao estádio para o primeiro de 162 jogos da temporada regular.
O arremessador e também membro do Salão da Fama Early Winn, que jogou pelo Washington Senators, Cleveland Indians e Chicago White Sox, uma vez disse: "Uma abertura não se parece com nenhum outro jogo. Há um pouco de excitação extra, uma batida mais rápida do coração. Você tem aquela ansiedade de sair para um bom começo, para você mesmo e para o time. Você sabe que quando você ganha a primeira, não pode perder todas."
Antes do Dia de Abertura, os treinadores das equipes têm de decidir os arremessadores titulares para o jogo. Este lugar é normalmente dado ao ás do time, e é considerada uma honra para ele iniciar no Dia de Abertura.

## História
Há uma rica história de eventos especiais que ocorreram no Dia de Abertura, o mais notável sendo um no-hitter em 1940 lançado pelo arremessador do Cleveland Bob Feller. Ele permanece o único no-hitter na história do Dia de Abertura.

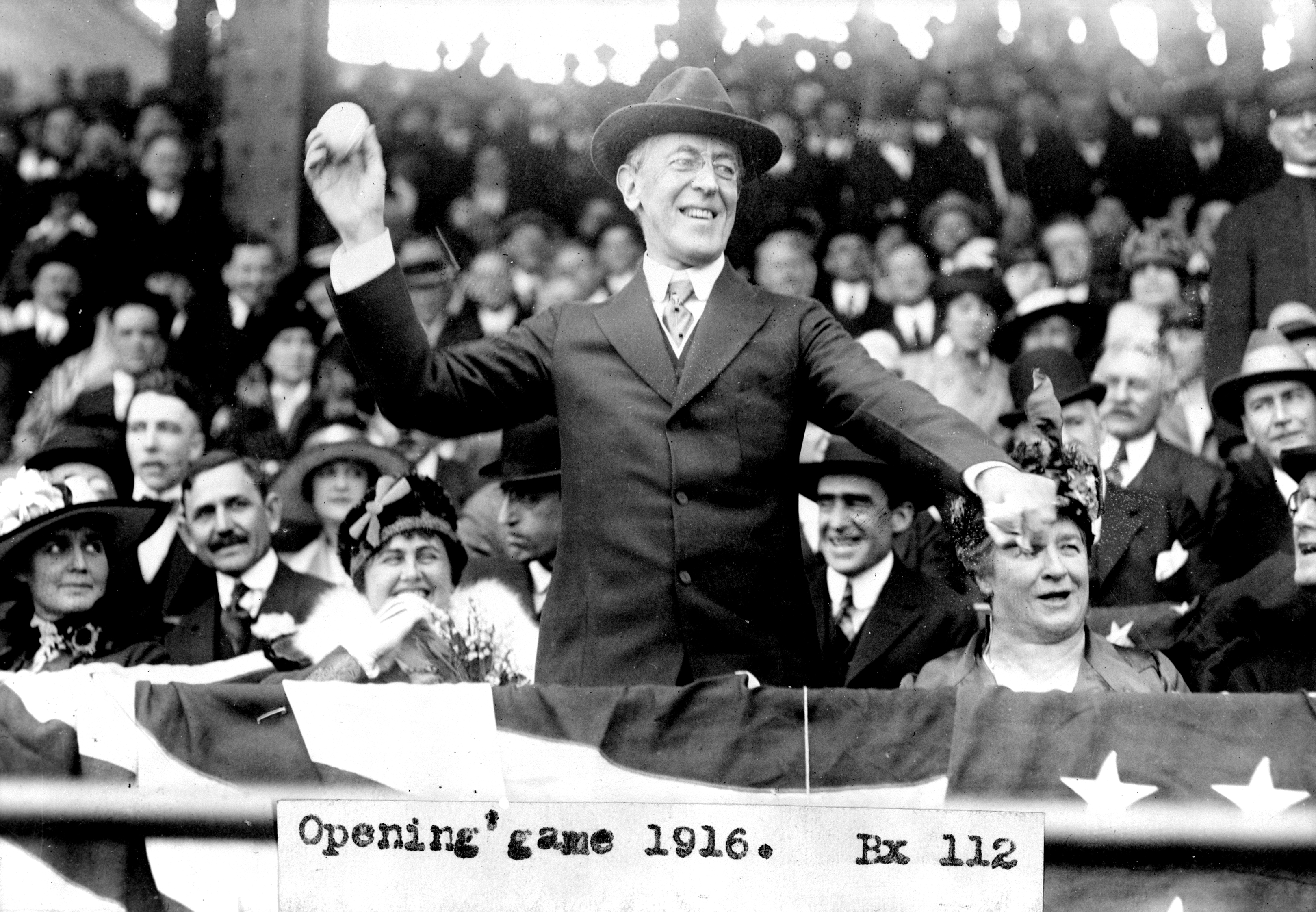
Presidente Woodrow Wilson lança o arremesso cerimonial no Dia de Abertura. Foto de 1916.

O Dia de Abertura também tem sido sinônimo de presidentes dos Estados Unidos. Em 14 de abril de 1910, o entusiasta de beisebol William Howard Taft assistiu à abertura em Washington, DC, tornando-se o único presidente a lançar o arremesso cerimonial para começar uma temporada. Onze presidentes dos EUA fizeram o mesmo desde então. Um de destaque, Harry Truman, exibiu seu talento ambidestro quando lançou os arremessos cerimoniais com ambos os braços direito e esquerdo em 1950. Em 4 de abril de 1994, Bill Clinton inaugurou o novo estádio do Cleveland Indians, Jacobs Field, com o primeiro arremesso.
O grande Ted Williams teve uma média.499 em aberturas, com três home runs e catorze corridas impulsionadas em catorze jogos. Ele também conseguiu pelo menos uma rebatida em todo jogo de abertura que participou.
No dia 4 de abril de 1974, Hank Aaron do Atlanta Braves acendeu a multidão do Dia de Abertura em Cincinnati com seu primeiro swing. Ele resultou no seu 714º home run na carreira, empatando Babe Ruth na lista de todos os tempos da Major League Baseball. Aaron terminaria a sua carreira com 755 homers.
O membro do Salão da Fama Frank Robinson detém o recorde de home runs no Dia de Abertura com 8.
O membro do Salão da Fama Walter Johnson foi discutivelmente o maior jogador na história do Dia de Abertura. Em 14 aberturas de temporada pelo Washington Senators, o "Big Train" arremessou um recorde de nove shutouts. As suas duas partidas mais famosas incluem uma vitória de 3 a 0 sobre o Philadelphia A's em 1910 e uma vitória de maratona por 1 a 0 combatendo Eddie Rommel do A's por 15 entradas.
No dia 4 de abril de 2005, Dmitri Young do Detroit Tigers acertou três home runs na abertura de seu time contra o Kansas City Royals no Comerica Park, em Detroit. Ele se tornou o terceiro jogador de liga maior a bater três homers no Dia de Abertura, seguindo George Bell do Toronto Blue Jays em 1988 e Tuffy Rhodes do Chicago Cubs em 1994.
O St. Louis Cardinals foi o primeiro time de liga maior a abrir a temporada com um jogo noturno, vencendo o Pittsburgh Pirates por 4 a 2 em 18 de abril de 1950.
A mais longa partida de Dia de Abertura na história das ligas maiores foi um duelo de 15 entradas jogado no Cleveland Stadium em 19 de abril de 1960. O Detroit Tigers derrotou o Cleveland Indians por 4 a 2.

## Citações
"Você anseia por ele como uma festa de aniversário quando você é criança. Você pensa que algo maravilhoso está para acontecer." — Joe DiMaggio 
"Não há nenhum evento esportivo como o Dia de Abertura do beisebol; o sentimento de repelir as forças da escuridão e a National Football League." — George Vecsey , autor e colunista esportivo.